# Ausava
Ausava foi na época romana um vicus, denominado mutatio (estação de troca de cavalo) na estrada romana de Trier a Colônia. Está registrado no Itinerário de Antonino e na Tabula Peutingeriana. O acampamento romano estava localizado na vasta região da localidade de Oos (atual distrito de Gerolstein) e Büdesheim. 
No ataque dos germanos de 275/76, o local foi destruído e depois, diferentemente de outras localizações ao longo da estrada como Beda (Bitburg) e Icorígio (Jünkerath), não reconstruído. O antigo local não foi localizado até a atualidade.